# Lomelosia olgae
Lomelosia olgae är en tvåhjärtbladig växtart som först beskrevs av Alboff, och fick sitt nu gällande namn av J. Soják. Lomelosia olgae ingår i släktet Lomelosia och familjen Dipsacaceae. Inga underarter finns listade i Catalogue of Life.